# 昌明寺遺跡
座標: 北緯32度03分34.7秒 東経130度45分46.0秒 / 北緯32.059639度 東経130.762778度
昌明寺遺跡（しょうみょうじいせき）は、宮崎県えびの市大字昌明寺に所在する、古代から中世にかけての集落を中心とする複合遺跡。1997年（平成9年）から1999年（平成11年）にかけて、3次に渡る発掘調査が行われた。なお同遺跡は、地名の由来でもあり、文献上で1426年（応永33年）頃から1868年（明治元年）にかけて同地に存在したことが確認される、曹洞宗廃寺の昌明寺の寺域を包括する。

## 概要
昌明寺遺跡は、加久藤盆地西部、川内川右岸に臨む標高220メートルほどの河岸段丘上に位置する。史跡指定などはされていないが、市内に数多く分布する埋蔵文化財包蔵地（遺跡）の一つであり、当遺跡の周辺には、下記の様々な時代の遺跡が分布している。
- 赤花城跡
- 岡松遺跡
- 貝化石・牡蠣製垂館品採集地
- 天神免遺跡
- 松尾城跡
- 丸ノ尾城跡
- 高山遺跡
- 油田遺跡
- 風戸遺跡
- 内小野遺跡
- 東福城跡
- 徳満城跡
- 妙見遺跡
- 園田城跡
- 灰塚地下式横穴墓群
- 西矢倉城跡
- 大溝原遺跡
- 三吉城跡
- 柿ヶ迫経塚
- 島内地下式横穴墓群
- 島内遺跡
- 中浦遺跡
- 徳永牟田遺跡
- 古城跡
- 猿ヶ城跡
- 鶴丸・馬場地下式横穴墓群

遺跡の所在地は現在の熊本県人吉市に通じる「八丘越え」と呼ばれた当時の主要街道に隣接する。また近代以降は同地の西方で産出する砂鉄が利用された。

## 発掘調査
1990年（平成2年）にえびの市内老人ホーム建設に伴い建築予定地をボーリング調査した際に、付近一帯に埋蔵文化財が存在する可能性があるとして試掘調査を行った。その結果、古代から中世にかけての遺物と遺構が検出された。
その後の1995年（平成7年）には県営圃場整備事業に先立ち付近約3.5平方キロメートルの広範囲を調査し、掘立柱建物跡や溝、土坑などの各種遺構のほか、堰を備えた旧河道なども発見された。遺物では木簡1点を含む古代から中世にかけての土器・陶磁器類140点以上、破片約3万点が出土した。
土器では「石」・「用」などの文字が書かれた平安時代の墨書土器が出土した。
陶磁器類では舶来品である越州窯系青磁をはじめ、11 - 12世紀の白磁、12 - 13世紀の青磁・青白磁などの破片が620点以上出土し、古代から中世においては市内でも卓越した出土量となっている。また、鉄器を鋳造したと思われる、被熱・高温発泡の痕跡が残る小規模な鋳型が出土している。遺物は弥生時代から平安時代、近世中頃まで様々で、国産・外国産問わず多岐豊富な種類があった。

## 昌明寺跡
昌明寺の寺域と伝えられる範囲も調査された。中世の遺構面が包含層ごと削平されており、堂宇など、寺そのものの遺構は検出されなかったが、瓦質土器（奈良火鉢）や石塔（五輪塔・宝篋印塔）など、中世寺院に関わる遺物が出土している。これらの遺物には16世紀・18世紀代のものに被熱した痕跡が見られ、同寺院が数度の火災に見舞われた可能性が指摘されている。
多種多様でかつ大量の出土遺物や、越州窯系青磁などの輸入陶磁器・鍛冶関連遺物などの遺物の性格から、当地には寺院だけでなく、役所（院司）などを含む古代から中世・近世にかけての大規模な集落が存在した様子がうかがえるものの、2001年時点では集落本体の詳細調査まで至らず、正確なところは不明となっている。